# Armand Lambert
Pour les articles homonymes, voir Lambert.
Armand Lambert, né le 19 avril 1880 à Neuilly-sur-Seine (Seine, aujourd'hi Hauts-de-Seine, en France) et mort le 15 août 1944 à Auschwitz (Allemagne nazie, aujourd'hui en Pologne), est un agrégé de mathématiques, astronome à l'Observatoire de Paris, professeur à la Sorbonne, directeur du Bureau international de l'heure à Paris. Il est déporté par le convoi no 59 le 2 septembre 1943, de Drancy vers Auschwitz, où il meurt onze mois plus tard.

## Biographie
Armand Lambert est né le 19 avril 1880 à Neuilly-sur-Seine, dans ce qui était alors le département de la Seine (aujourd'hui dans les Hauts-de-Seine). Il est le fils de Bernard Lambert et de Rosalie Stern. Bernard Lambert, né le 16 septembre 1834 à Metz, en Moselle et mort le 28 décembre 1888 à Belfort, Territoire de Belfort, à l'âge de 54 ans, est un huissier ou  négociant. Rosalie Stern est née en 1840 et meurt en 1924 à Paris, à l'âge de 84 ans. Les parents d'Armand Lambert se sont mariés le 23 mai 1864 à Landau in der Pfalz, Rhénanie-Palatinat, Allemagne.
Il est le plus jeune d'une fratrie de cinq enfants, dont deux sœurs, Mathilde Lambert et Cécile Lambert (1867-1938) et un frère, Alfred Lambert (1870-1938).
Son grand-père paternel, le rabbin Lion Mayer Lambert (1787-1863), grand-rabbin de Metz, est le premier direcreur de l'École Rabbinique de Metz, fondée en 1829, et transférée à Paris en 1859, devenant le Séminaire israélite de France (SIF). 
Juif orthodoxe, Armand Lambert est un membre régulier de l'oratoire du Séminaire israélite de France. 
En 1939, il entre au Comité Central de l'Alliance Israélite Universelle. 

### Études
Armand Lambert est reçu en 1905, en 8e place,  au concours de l’agrégation de mathématiques. En novembre 1907, il soutient avec succès sa thèse de doctorat Sur le développement de la fonction perturbatrice des planètes, obtenant la mention: "très honorable".  Le jury comprend Paul Appell, président, Henri Poincaré et Jacques Hadamard.

### Observatoire de Paris
Le 18 juillet 1906, Armand Lambert devient élève astronome à l'Observatoire de Paris, sous la direction de Maurice Loewy.
Il travaille pendant un an au Bureau des calculs. Il entre ensuite dans le service cercle méridien du jardin (cercle Bischoffsheim). Le 1er avril 1908, il est nommé astronome adjoint. Il est nommé le 1er novembre 1919 par Henri Andoyer comme chargé de conférences d'astronomie et de travaux pratiques à la Sorbonne où il assure des cours jusqu’à sa radiation des cadres, en tant que Juif, en 1941. Il dirige le Service horaire de l’Observatoire de Paris,  puis devient, en 1927, chef du Service méridien et des longitudes et, en 1929, il devient adjoint au directeur du Bureau International de l'Heure. Il est nommé astronome titulaire le 18 mai 1930.
Durant la Seconde Guerre mondiale, il conserve ses fonctions au Bureau international de l'heure, indépendant du Gouvernement français!
Il est secrétaire général du Comité national d'Astronomie et vice-président de la Société astronomique de France.

### Auschwitz
Ancien combattant de la Première Guerre mondiale, Armand Lambert se croit protégé. Il refuse donc la proposition du directeur de l'Observatoire, Ernest Esclangon, de prendre refuge dans sa maison de Dordogne.
Armand Lambert arbore l'étoile jaune.
Il est arrêté le 20 août 1943 par la police française à son domicile du 99 boulevard Arago dans le 19e arrondissement de Paris, et interné à Drancy.
Le général Georges Perrier (28 octobre 1872, Montpellier-16 février 1946, Paris),,membre de l'Académie des Sciences (France), en son nom et au nom de l'Institut de France entreprend des démarches (soutenues par tous les membres de l'Académie des Sciences) auprès du Maréchal Pétain, pour le sauver, sans succès.
Ernest Esclangon, directeur de l'Observatoire, écrit au ministre de l’Éducation nationale insistant qu’Armand Lambert « n'est actuellement pas remplaçable », sans plus de succès.
Armand Lambert est déporté par le convoi no 59, en date du 2 septembre 1943, de Drancy vers Auschwitz, où il meurt soit le 17 septembre 1943 (selon les informations disponibles en 1951) ou soit onze mois plus tard, le 15 août 1944,.
Le général Perrier communique à l'Académie des Sciences, la déportation d'Armand Lambert.

## Mémoire
Le 17 décembre 1950, au cimetière du Montparnasse, un service religieux est célébré à la mémoire d'Armand Lambert, en présence d'Albert Châtelet, Doyen de la Faculté des Sciences et de Gaston Fayet, membre de l'Académie des Sciences. Le rabbin David Feuerwerker, après les prières d'usage, rend hommage à Armand Lambert.

## Publications
- Armand Lambert. L'Astronomie. Albin Michel: Paris, 1922[14]

### Distinctions
- Prix Valz de l'Académie des sciences (France), 1915, pour l’ensemble de ses travaux d’observation et de ses recherches théoriques[2].
- Prix Lalande de l'Académie des sciences (France), 1926, pour son Catalogue des étoiles fondamentales de l’Observatoire de Paris[2].
- Prix Pierre Guzman  de l'Académie des sciences (France), 1935[6], pour l’ensemble de ses travaux[2].
- Chevalier de la Légion d'honneur (décret du 11 août 1931)[2].